# Eigenwoningbalans
De eigenwoningbalans is een overzicht ten behoeve van de belastingheffing over een eigen woning in de Nederlandse Wet inkomstenbelasting 2001. Zoals ondernemers en bedrijven een balans kunnen opstellen van hun bezittingen en schulden aan het einde van een jaar, kunnen bezitters van een eigen woning een overzicht opstellen van de eigenwoningschuld, eigenwoningreserve, het ingebrachte geld en hun woning. Het gaat hier om kwesties die goed vastgelegd moeten worden, omdat er vaak een groot aantal jaren gevolgen van optreden. Voor de rente-aftrek geldt in de Inkomstenbelasting een maximale periode van 30 jaar (thans als 360 maanden in de wet opgenomen), dit is de ook termijn die vaak wordt aangehouden bij (hypotheek)leningen voor de eigen woning. De eigenwoningbalans is tenslotte niet hetzelfde als 'een eigen woning op de balans'. Dit laatste zal zich onder bepaalde omstandigheden voordoen bij een ondernemer in de Inkomstenbelasting als een eigen woning voor een bepaald deel een zakelijke functie vervult. Het begrip eigenwoningbalans richt zich uitsluitend op de particuliere belastingbetaler die een privé-eigen woning bezit en daarvan de inkomsten en uitgaven moet aangeven binnen de bron inkomsten uit een eigen woning..

## Eigenwoningbalans bij aankoop
Wanneer een starter een koopwoning verwerft met deels inbreng van eigen middelen en deels geleend geld, spelen er verschillende begrippen. Er zal allereerst beoordeeld moeten worden of de geldlening voldoet aan de voorwaarden om een eigenwoningschuld te vormen. Deze voorwaarden liggen wettelijk vast en zijn te vinden in art. 3.119a Wet IB.
Voorbeeld
X koopt een eigen woning voor € 250.000 en heeft € 60.000 spaargeld. Er moet dus nog een lening ter grootte van € 190.000 worden afgesloten om de aankoop te kunnen bekostigen. Gesteld dat er twee schulden zijn aangegaan: een schuld van € 150.000 die telt als eigenwoningschuld en een schuld van € 40.000 die niet als eigenwoningschuld telt (bijvoorbeeld omdat het een aflossingsvrije lening is).
| Woning | 250.000 | Vermogen          | 60.000  |
|        |         | Eigenwoningschuld | 150.000 |
|        |         | Overige schuld    | 40.000  |
| Totaal | 250.000 | Totaal            | 250.000 |

## Eigenwoningbalans bij verkoop
Bij verkoop of vervreemding van de eigen woning dient door de bijleenregeling steeds een berekening gemaakt te worden van de eigenwoningreserve. Deze bestaat uit het (meestal) positieve verschil tussen de waarde waarvoor de woning vervreemd is (de tegenprestatie) en de aanwezige eigenwoningschuld. Dit bedrag komt in een eigenwoningreserve te staan. Meestal is dit ook als eigen geld aanwezig.
Voorbeeld
X verkoopt de eigen woning uit het vorige voorbeeld voor de prijs van 305.000 aan een derde. De aangegane leningen op de oude woning worden uit de opbrengst afgelost. Op de lening van € 40.000 was nog niet afgelost. De lening van € 150.000 was afgelost tot € 130.000, dit is immers verplicht door het aflossingsvereiste dat wettelijk bij iedere eigenwoningschuld geldt. Gesteld wordt dat enkel deze laatste lening een eigenwoningschuld is. Als gevolg van de bijleenregeling ontstaan nu een Eigenwoningreserve ter grootte van € 175.000.
| Banktegoed | € 305.000 | Vermogen           | € 130.000 |
|            |           | Eigenwoningreserve | € 175.000 |
|            |           | Eigenwoningschuld  | 0         |
|            |           | Overige schuld     | 0         |
| Totaal     | € 305.000 | Totaal             | € 305.000 |

## Eigenwoningbalans bij bijzondere gevallen
Er kunnen zich een aantal fiscaal relevante gebeurtenissen voordoen die gevolg voor de eigen woning in fiscale zin hebben. Er kan bijvoorbeeld gedacht worden aan echtscheiding, aangaan huwelijk, hertrouwen, overlijden. Dit zijn subjectieve factoren die op de belastingplichtige zelf zien. Daarnaast zijn er objectieve factoren die op de woning betrekking hebben, zoals het geven van een andere bestemming aan de woning. Fiscaal relevante bestemmingen van de eigen woning kunnen bijvoorbeeld zijn: de eigen woning als hoofdverblijf, de verhuurde eigen woning, een eigen woning binnen het ondernemingsvermogen en de eigen woning bij resultaat uit overige werkzaamheden. Ook bij wijziging in de bestemming kunnen er fiscale gevolgen intreden.

### Fictieve vervreemding
Voor het begrip vervreemding in de bijleenregeling is niet vereist dat er ook daadwerkelijk verkoop van de eigen woning plaatsvindt. Het begrip vervreemding is ruimer. Wettelijk wordt in art. 3.119aa lid 4 bepaald dat er al een vervreemding is bij een gebeurtenis waardoor de eigen woning niet langer als zodanig wordt aangemerkt. Het kan dan gaan om herbestemming. De bezitter verlaat zijn eigen woning (hoofdverblijf), gaat het huis geheel verhuren voor lange tijd en huurt elders zelf woonruimte. Gedacht kan worden aan senioren die kleiner willen gaan wonen en het huis als pensioen aanhouden. Er wordt in deze situatie van een fictieve vervreemding van de eigen woning gesproken. Het betreft in dit geval een fiscale kwestie: de woning wordt immers feitelijk niet verkocht. De bijleenregeling wordt nu wel toegepast hoewel er dus geen geld is ontvangen. De woning en de aangegane schulden vallen nu onder Sparen en Beleggen en worden in Box III belast.
Voorbeeld
De woning uit de vorige voorbeelden heeft een waarde van € 305.000 en wordt daarvoor fictief verkocht. Er is op dezelfde manier sprake van een eigenwoningreserve. De Eigenwoningschuld hoort nu niet meer bij een eigen woning in de fiscale betekenis en er is geen rente-aftrek meer. De woning is immers geen hoofdverblijf van de eigenaar meer. De schulden worden niet afgelost (er is immers geen geld ontvangen) en zijn niet langer een Eigenwoningschuld.
| Woning | € 305.000 | Vermogen           | 0         |
| Bank   | € 40.000  | Eigenwoningreserve | € 175.000 |
|        |           | Eigenwoningschuld  | 0         |
|        |           | Overige schuld     | € 170.000 |
| Totaal | € 345.000 | Totaal             | € 345.000 |

### Fictieve verwerving
Vergelijkbaar met de fictieve vervreemding kent de wet ook de fictieve verwerving van een eigen woning. Het gaat hier om een situatie waarin een eigen woning op een bepaald moment na de aankoop als een eigen woning in fiscale betekenis gaat fungeren. Er kan gedacht worden aan een woning die aanvankelijk als tweede woning voor langdurige verhuur aan derden is gekocht, maar na enige tijd het hoofdverblijf van de eigenaar wordt. De woning 'verhuist' dan van Box 3 (sparen en beleggen) naar Box 1 (werken en wonen). Deze situatie doet echter geen eigenwoningreserve ontstaan: deze ontstaat pas bij vervreemding van de eigen woning.

### Mede-eigendom en huwelijk
Er kunnen zich verschillende situaties voordoen waarin meerdere gerechtigden tot een eigen woning zijn. Dit kan bijvoorbeeld bij gehuwden het geval zijn waar mede-eigendom van de woning bestaat. De woning kan bijvoorbeeld gezamenlijk aangekocht zijn, vaak ook met gezamenlijke (hypotheek)financiering. Wordt de woning in mede-eigendom dan vervreemd, dan heeft ieder van de gerechtigden in de verhouding een eigenwoningreserve. (art. 3.119aa lid 5 Wet IB). Bij fiscale partners wordt de gerechtigheid tot de huwelijkse gemeenschap aangehouden (lid 6). Wordt er door een van de gerechtigden meer eigen geld in de woning (of een verbouwing, onderhoud e.d.) gestoken, dan kan het nuttig zijn om van een draagplichtovereenkomst gebruik te maken. Dit werkt ook door op de eigenwoningbalans. Bij meerdere gerechtigden kan het dan nuttig zijn om voor iedere persoon apart een eigenwoningbalans op te stellen, omdat de eigenwoningreserve niet voor iedere persoon gelijk hoeft te zijn.